# Вестон (Нью-Джерсі)
Вестон (англ. Weston) — переписна місцевість (CDP) в США, в окрузі Сомерсет штату Нью-Джерсі. Населення — 2023 особи (2020).

## Географія
Вестон розташований за координатами 40°31′37″ пн. ш. 74°34′2″ зх. д. / 40.52694° пн. ш. 74.56722° зх. д. (40.527045, -74.567180).  За даними Бюро перепису населення США в 2010 році переписна місцевість мала площу 3,75 км², з яких 3,61 км² — суходіл та 0,13 км² — водойми.

## Демографія
Згідно з переписом 2010 року, у переписній місцевості мешкало 1235 осіб у 666 домогосподарствах у складі 461 родини. Густота населення становила 329 осіб/км².  Було 703 помешкання (188/км²).
Расовий склад населення:
| - 87,9 % — білих - 7,1 % — азіатів - 3,2 % — чорних або афроамериканців |

До двох чи більше рас належало 1,1 %. Частка іспаномовних становила 2,8 % від усіх жителів.
За віковим діапазоном населення розподілялося таким чином: 1,2 % — особи молодші 18 років, 39,2 % — особи у віці 18—64 років, 59,6 % — особи у віці 65 років та старші. Медіана віку мешканця становила 67,5 року. На 100 осіб жіночої статі у переписній місцевості припадало 79,5 чоловіків;  на 100 жінок у віці від 18 років та старших — 79,7 чоловіків також старших 18 років.
Середній дохід на одне домашнє господарство  становив 98 256 доларів США (медіана — 71 983), а середній дохід на одну сім'ю — 107 398 доларів (медіана — 80 769). Медіана доходів становила 101 354 долари для чоловіків та 67 188 доларів для жінок. За межею бідності перебувало 3,2 % осіб, у тому числі 0,0 % дітей у віці до 18 років та 5,6 % осіб у віці 65 років та старших.
Цивільне працевлаштоване населення становило 652 особи. Основні галузі зайнятості: освіта, охорона здоров'я та соціальна допомога — 23,0 %, науковці, спеціалісти, менеджери — 21,8 %, виробництво — 15,0 %, роздрібна торгівля — 8,3 %.